# Кудро (Тианетский муниципалитет)
Кудро (груз. ყუდრო) — село в Грузии, на территории Тианетского муниципалитета края (мхаре) Мцхета-Мтианети.

## География
Село находится в центральной части Грузии, на левом берегу реки Иори, на расстоянии приблизительно 20 километров (по прямой) к юго-востоку от посёлка городского типа Тианети, административного центра муниципалитета. Абсолютная высота — 1009 метров над уровнем моря.

## Население
По результатам официальной переписи населения 2014 года в Кудро проживало 75 человек (44 мужчины и 31 женщина). В национальной структуре населения грузины составляли 100 %.
| Год  | Население, человек |
| ---- | ------------------ |
| 2002 | 119                |
| 2014 | ↘ 75               |